# Love Mission
Love Mission (わたしに××しなさい!, Watashi ni xx Shinasai!) est un manga écrit et dessiné par Ema Tōyama. Il est prépublié entre mai 2009 et juin 2015 dans le magazine Nakayoshi de l'éditeur Kōdansha et est compilé en un total de dix-neuf tomes. La version française est publiée par Pika Édition depuis mai 2013. Il a gagné le 36e prix du manga Kōdansha en 2012 dans la catégorie Enfant.
Un drama CD est paru le 26 février 2012.

## Synopsis
Yukina Himuro, surnommée « la glaciale », est une célèbre auteure de romans pour portable, dissimulée par le pseudo « Yupina ». Mais ses lecteurs attendent d'elle des écrits sur les sentiments amoureux, dont elle n'a aucune expérience. Yukina découvre les petits secrets de Shigure, le garçon le plus populaire de l'école et décide de l'utiliser pour comprendre les sentiments amoureux qui lui manque tant pour son roman. Elle va alors lui faire une drôle de proposition…

## Personnages
Yukina Himuro (氷室 雪菜, Himuro Yukina)
Yukina est l'héroïne du manga, auteure d'une série de romans pour portable. C'est une belle jeune fille, intelligente et très observatrice. Elle a toujours été surnommée « la glaciale » par ses camarades à cause de son attitude froide et distante envers les autres. Elle est aussi connue pour son regard perçant et sa peau froide. Son seul et unique ami est Akira, son cousin, qui est aussi son confident. Les personnages de ses romans sont inspirés des gens de son entourage qu'elle observe, à tel point qu'elle sait tout sur tout le monde. Mais le jour où ses lecteurs lui demandent d'écrire sur les sentiments amoureux, elle décide de se servir de Shigure, un garçon de sa classe. Grâce au chantage qu'elle fait subir à Shigure, elle pourra découvrir les sentiments amoureux dont elle ne connaît rien. Par la suite, on découvre que Yukina a peur du regard des autres ; raison pour laquelle, elle ne se sépare jamais de ses lunettes. Plus tard, elle éprouvera des sentiments pour Shigure, mais elle est confuse, car elle se retrouvera dans un triangle amoureux avec Shigure et Akira, elle n'arrivera pas à choisir.
Shigure Kitami (北見 時雨, Kitami Shigure)
Shigure, le président des élèves, est le garçon le plus populaire de sa classe et de l'école de Yukina. Beau, riche et excellent dans tous ce qu'il entreprend. Mais en vrai, Shigure est un garçon très manipulateur, capable de manipuler tout le monde, même les professeurs. Il aborde toujours un grand sourire. Quand Yukina découvre son secret, elle décide de le faire chanter. Shigure déteste d'abord Yukina à cause de ce chantage et essaie plusieurs fois de la déstabiliser, en vain. Peu à peu, il va commencer à apprécier Yukina, malgré le fait qu'elle se serve de lui. Puis quand Yukina demande d'arrêter leur relation, il refuse. Par la suite, il tombe amoureux de Yukina et lui avoue ses sentiments. Il est jaloux d'Akira qui est très proche de Yukina. Plus tard, il est révélé que la raison pour laquelle il cache son véritable caractère est la pression et la lourde responsabilité que lui fait porter son beau-père pour qu'il soit le futur directeur de l'hôpital à la place de Hisame, demi-frère de Shigure, et véritable héritier. Ils entretiennent une relation froide à cause de la comparaison incessante que fait leur père : Shigure le prodige et Hisame le raté. À la fin du manga leur relation commence à s'améliorer.
Akira Shimotsuki (霜月 晶, Shimotsuki Akira)
Akira est le cousin de Yukina et son meilleur ami ainsi que son confident. Il est très populaire tout comme Shigure du fait qu'il soit beau, intelligent et mystérieux. De nature gentille, calme et fiable, il est aussi très gourmand. Il est montré pour être un excellent observateur qui voit la vrai nature des gens ainsi que leurs sentiments. Contrairement aux lecteurs qui veulent que Yukina parle d'amour, Akira lui conseille plutôt d'écrire ce qu'elle a envie de faire et non ce que les autres veulent qu'elle fasse. Akira semble énormément tenir à Yukina et la soutient toujours. Plus tard, il avouera à Yukina son amour pour elle et deviendra le rival de Shigure. Dans la suite de l'histoire, on apprendra que Akira vient d'une famille riche, que sa mère était mannequin et qu'il vit seul dans sa grande maison (ses parents son morts dans un accident lorsqu'il était petit). Dans les tomes suivants, il devient très proche de Mami Mizuno et devient un célèbre mannequin ce qui augmentera sa popularité.
Mami Mizuno (水野 マミ, Mizuno Mami)
Mami est l'amie d'enfance de Shigure, c'est une belle et adorable jeune fille fragile, très souvent malade et aimée de tous les garçons. En réalité, Mami est de nature sombre et manipulatrice, elle veut gagner le cœur de Shigure car elle l'aime depuis toujours. Elle est l'une des rares personnes à connaître le vrai visage de Shigure. Elle n'est pas douée pour les études et préfère aller jouer  aux arcades. Yukina et Akira seront les premiers à connaitre sa vraie personnalité. Elle avouera à Shigure qu'elle l'aime mais il la rejettera. Toutefois, ils resteront amis. Plus tard, Yukina devient la première et véritable amie de Mami qui tombera amoureuse d'Akira car ce dernier se révélera très attentionné envers elle.
Hisame Kitami (北見氷雨, Kitami Hisame)
Hisame Kitami est le demi-frère de Shigure. Séduisant, mesquin et sarcastique. Il déteste Shigure et est amoureux de Mami Mizuno. Très maladroit, il a du mal à lui présenter ses sentiments et finit par lui faire du mal pour attirer son attention, raison pour laquelle la jeune fille ne l'apprécie pas et a peur de lui. C'est lui qui donnera les pinces à cheveux à Mami dont elle ne se sépare jamais, en lui disant qu'elles viennent de sa mère, qui ne s'est jamais occupée d'elle. Il ne peut pas supporter que Mami préfère son frère ou Akira à lui. Il fréquentera Yukina durant l'absence de Shigure. Lui et son demi-frère gardent leurs distances et ne semblent pas s’apprécier. Il est l'auteur d'un roman sur portable à succès et est le concurrent principal de Yukina. Dans le volume 16, il découvre qui est Yukina et la menace de tout révéler à Shigure. Il lui fait du chantage et la considère comme son nouveau jouet. La vraie raison qui fait que Hisame déteste Shigure est la comparaison incessante que fait leur père ce qui le complexe énormément. On apprendra que Hisame vit et étudie dans un pensionnat de garçons. Plus tard, sa relation avec Shigure s'améliore et Hisame fera des efforts pour changer afin d'être digne de Mami.

## Manga
Le manga Love Mission est écrit et dessiné par Ema Tōyama et a débuté le 1er mai 2009 dans le magazine Nakayoshi. Le premier volume relié est publié par Kōdansha le 6 octobre 2009. Le dernier chapitre de la série est publié le 3 juin 2015, et la série compte un total de dix-neuf tomes.
La version française est publiée par Pika Édition depuis mai 2013.

### Liste des volumes
| no                                                                             | Japonais         | Japonais          | Français         | Français          |
| no                                                                             | Date de sortie   | ISBN              | Date de sortie   | ISBN              |
| ------------------------------------------------------------------------------ | ---------------- | ----------------- | ---------------- | ----------------- |
| 1                                                                              | 6 octobre 2009   | 978-4-06-364236-0 | 2 mai 2013       | 978-2-8116-1038-8 |
| 2                                                                              | 5 février 2010   | 978-4-06-364250-6 | 3 juillet 2013   | 978-2-8116-1177-4 |
| 3                                                                              | 4 juin 2010      | 978-4-06-364268-1 | 4 septembre 2013 | 978-2-8116-1221-4 |
| 4                                                                              | 6 octobre 2010   | 978-4-06-364280-3 | 30 octobre 2013  | 978-2-8116-1287-0 |
| 5                                                                              | 4 février 2011   | 978-4-06-364295-7 | 3 janvier 2014   | 978-2-8116-1334-1 |
| 6                                                                              | 6 juin 2011      | 978-4-06-364309-1 | 5 mars 2014      | 978-2-8116-1391-4 |
| 7                                                                              | 6 octobre 2011   | 978-4-06-364324-4 | 30 avril 2014    | 978-2-8116-1441-6 |
| 8                                                                              | 6 février 2012   | 978-4-06-364337-4 | 2 juillet 2014   | 978-2-8116-1520-8 |
| 9                                                                              | 6 juin 2012      | 978-4-06-364353-4 | 3 septembre 2014 | 978-2-8116-1569-7 |
| 10                                                                             | 5 octobre 2012   | 978-4-06-364364-0 | 29 octobre 2014  | 978-2-8116-1631-1 |
| 11                                                                             | 6 février 2013   | 978-4-06-364372-5 | 7 janvier 2015   | 978-2-8116-1727-1 |
| 12                                                                             | 13 juin 2013     | 978-4-06-364384-8 | 4 mars 2015      | 978-2-8116-1839-1 |
| 13                                                                             | 11 octobre 2013  | 978-4-06-364397-8 | 6 mai 2015       | 978-2-8116-1891-9 |
| 14                                                                             | 6 février 2014   | 978-4-06-364413-5 | 1er juillet 2015 | 978-2-8116-1892-6 |
| 15                                                                             | 13 juin 2014     | 978-4-06-364426-5 | 9 septembre 2015 | 978-2-8116-2151-3 |
| 16                                                                             | 13 novembre 2014 | 978-4-06-364444-9 | 4 novembre 2015  | 978-2-8116-2152-0 |
| Dans les pays Francophones, le volume 16 est sorti avec un marque-page inédit. |                  |                   |                  |                   |
| 17                                                                             | 13 février 2015  | 978-4-06-364457-9 | 6 janvier 2016   | 978-2-8116-2705-8 |
| 18                                                                             | 12 juin 2015     | 978-4-06-364473-9 | 2 mars 2016      | 978-2-8116-2729-4 |
| 19                                                                             | 13 novembre 2015 | 978-4-06-364489-0 | 4 mai 2016       |                   |